# Les Minuscules
 (novembre 2017).
Billy et les Minuscules (titre original : Billy and the Minpins), anciennement Les Minuscules (The Minpins) est un conte pour enfants écrit par Roald Dahl. 
Il est paru sous son premier titre aux éditions Jonathan Cape Ltd en 1991, quelques mois après la mort de son auteur, avec des illustrations de Patrick Benson.
Il est par la suite traduit en français par Marie Saint-Dizier et publié par Gallimard. Une version illustrée par Quentin Blake est parue sous le nouveau titre en 2017, puis en français en 2018.

## Résumé
Billy (Petit Louis dans la première traduction) rêve de s'échapper de son quotidien monotone et de s'aventurer dans la Forêt Interdite. Malheureusement, sa maman le lui interdit : il pourrait tomber nez à nez avec l'Horrifiant Engoulesang Casse-Moloch Ecrase-Roc, un terrible monstre de feu et de fumée terrorisant toute la forêt. Il n'en fallait pas plus pour attiser la curiosité de Petit Louis, qui s'empresse de passer la barrière du jardin pour s'engouffrer dans la forêt. Mais le rêve se heurte à la réalité, des grondements inquiétants se font entendre et obligent le jeune garçon à se réfugier dans les branches d'un arbre. Il était loin de se douter qu'il fera la rencontre d'un peuple magique de minuscules créatures…

## Éditions
- (ISBN 2070566323) (Album Gallimard Jeunesse - 1991)
- (ISBN 2070523225) (Gallimard Jeunesse - Folio Cadet - 1993)
- (ISBN 2070521192) (Livre Cassette - 1998)
- (ISBN 2070520242) (Collection Folio Cadet (n° 289), Premiers Romans, Gallimard Jeunesse - 2014)
- (ISBN 9782075092814) (Collection Grand format littérature - Séries Romans Cadet - 2018)